# Buttu Bayu
Buttu Bayu is een bestuurslaag in het regentschap Simalungun van de provincie Noord-Sumatra, Indonesië. Buttu Bayu telt 446 inwoners (volkstelling 2010).